# Philipp Maurer
Philipp Maurer (* 26. Juni 1882 in Wiesentheid; † 20. Januar 1947 in Nürnberg) war in den Jahren 1920 bis 1928 Landtagsabgeordneter im Bayerischen Landtag. Maurer war zunächst Mitglied der Bayerischen Mittelpartei (BMP), ab 1924 trat er für den Bayerischen Bauern- und Mittelstandsbund (BBM) an. 

## Leben und Wirken
Philipp Maurer wurde am 26. Juni 1882 in Wiesentheid im Bezirksamt Gerolzhofen geboren. Zwischen 1889 und 1896 besuchte Maurer die Volksschule in seinem Geburtsort. Anschließend absolvierte er bis 1899 eine Malerlehre, die er mit der Meisterprüfung abschloss. Unklar ist, wo Maurer lernte. Bereits 1902 machte sich Philipp Maurer selbstständig und wurde Mitglied der Mittelstandsvereinigung Nürnberg. Spätestens mit der Eröffnung seines eigenen Betriebes war Maurer in die mittelfränkische Stadt Nürnberg gezogen. Maurer war Katholik in der überwiegend protestantischen Stadt.
Wahrscheinlich engagierte sich Maurer bereits vor 1920 politisch und wurde Mitglied der nationalkonservativen Bayerischen Mittelpartei (BMP), zu deren 2. Vorsitzenden er 1920 gewählt wurde. Maurer leitete die Ortsgruppe Nürnberg der Partei. Im Jahr 1920 zog Philipp Maurer in den Bayerischen Landtag ein. Innerhalb des bayerischen Parlaments wurde er schnell Teil mehrerer Ausschüsse. So war er Mitglied des Ausschusses für Wahlprüfungen und engagierte sich auch im Ausschuss für die Zeit der Vertagung. Ab dem 25. November 1921 wurde er Mitglied des Beirates der Bayerischen Verwertungsstelle für Heeresgut.
1924 wurde ein neuer Landtag gewählt. Maurer wechselte vor der Neuwahl in den Bayerischen Bauern- und Mittelstandsbund und erreichte mit der neuen Partei wiederum den Landtag. Zwischen 1924 und 1928 war Maurer dann in weiteren Ausschüssen tätig. Insbesondere im Ausschuss für Aufgaben wirtschaftlicher Art tat sich Maurer hervor. Noch 1924 stieg er zum Vertreter des Landtags beim Hauptausschuss des bayerischen Hilfswerks für die notleidende Bevölkerung auf. Ebenso engagierte sich Maurer in der Kommission zur gemeinsamen Beratung kommunalpolitischer Fragen zwischen Vertretern der Landtagsfraktionen und des Städtebundes. 1928 schied er aus dem Landtag aus. Philipp Maurer starb am 20. Januar 1947 in Nürnberg.